# Syaphru
Syaphru (Nepali स्याफ्रु) ist ein Village Development Committee (VDC) in Nepal im Norden des Distrikts Rasuwa.
Das VDC Syaphru liegt am Trishuli an der Einmündung des Langtang Khola.
Die Fernstraße Pasang Lhumu Rajmarg verläuft durch Syaphru. Im Norden liegt Timure, im Süden Dhunche.

## Einwohner
Bei der Volkszählung 2011 hatte das VDC Syaphru 2271 Einwohner (davon 1172 männlich) in 621 Haushalten.

## Dörfer und Weiler
Syaphru besteht aus mehreren Dörfern und Weilern. 
Die wichtigsten sind:
- Brabal (2130 m ⊙)
- Sano Bharkhu (1830 m ⊙)
- Syaphrubesi (1460 m ⊙)
- Thulo Bharkhu (1880 m ⊙)
- Thulo Syaphru (2230 m ⊙)